# ここは東京六本木
『ここは東京六本木』（ここはとうきょうろっぽんぎ）は、1970年（昭和45年）6月に原みつるとエリートメンがリリースした、デビューシングル、ならびに同シングルのA面楽曲のタイトルである。

## 略歴・概要
本シングルは、1968年（昭和43年）にテイチクレコード（現在のテイチクエンタテインメント）から木立じゅんがリリースしたシングル『484のブルース』に作詞・作曲した表題曲を提供した平田満が、「原みつる」の芸名で1970年に結成した4人編成のグループ「原みつるとエリートメン」のデビューシングルである。レーベルは日本コロムビア（現在のコロムビアミュージックエンタテインメント）、同年6月にリリースされた。リリースナンバーはLL-10140 -J、定価は400円。
和製ボッサの表題曲『ここは東京六本木』を作曲、B面曲『酔わせて』では作詞も手がけた大平秀夫は、同グループには「大平次郎」名義で参加しており、同じく同グループに「小出四郎」名義で参加した小出誠とは、のちにラテン音楽デュオ「ドス・アセス」を結成している。いずれの楽曲も編曲は当時の日本コロムビアのアレンジャー池田孝が行なった。大平も、『ここは東京六本木』を作詞した作詞高尾一利も、JASRAC信託作家ではない。
本シングルのリリースの1年後の1971年（昭和46年）7月、原みつる（平田満）はキングレコードに移籍、原みつるとシャネル・ファイブとして再デビューするが、メンバーは「エリートメン」を引き継いでいない。
2010年9月現在、CD等デジタル化された音源はリリースされていない。

## 収録曲
1. ここは東京六本木
  - 作詞高尾一利 / 作曲大平秀夫 / 編曲池田孝
  - 演奏時間 : 2:50
  - 音楽出版社 : 不明
2. 酔わせて
  - 作詞・作曲大平秀夫 / 編曲池田孝
  - 演奏時間 : 3:38
  - 音楽出版社 : 不明

## 註
1. 1 2 3  1970年[リンク切れ]、ミュージック・ヒーローズ、山野楽器、2010年8月31日閲覧。
2. 1 2 3 4 5  シングル『ここは東京六本木』、原みつるとエリートメン、日本コロムビア、1970年6月、ジャケット裏面の記述。
3. ↑  大平秀夫 ドス・アセス ラテンの夕べ[リンク切れ]、小杉放菴記念日光美術館、2010年8月31日閲覧。
4. ↑  作品データベース検索 検索結果、一般社団法人日本音楽著作権協会 JASRAC、2010年8月31日閲覧。